# Holandia na Zimowych Igrzyskach Paraolimpijskich 1984
Holenderska reprezentacja na Zimowych Igrzyskach Paraolimpijskich 1984 liczyła 6 sportowców (5 mężczyzn i 1 kobieta) występujących w trzech rozgrywanych dyscyplinach.

## Medale
Na tych igrzyskach paraolimpijskich żadnemu zawodnikowi nie udało się zdobyć medalu.

## Skład reprezentacji

### Biegi narciarskie
- Tineke Hekman
- Jan Visser

### Łyżwiarstwo szybkie na siedząco
- Willem Hofma
- Henk de Jong

### Narciarstwo alpejskie
- Wiel Bouten
- Karel Hanse